# کوچوک‌چای (مرزیفون)
کوچوک‌چای (به ترکی استانبولی: Küçükçay) یک منطقهٔ مسکونی در ترکیه است که در مرزیفون واقع شده‌است.